# Danh sách thành phố Đông Timor

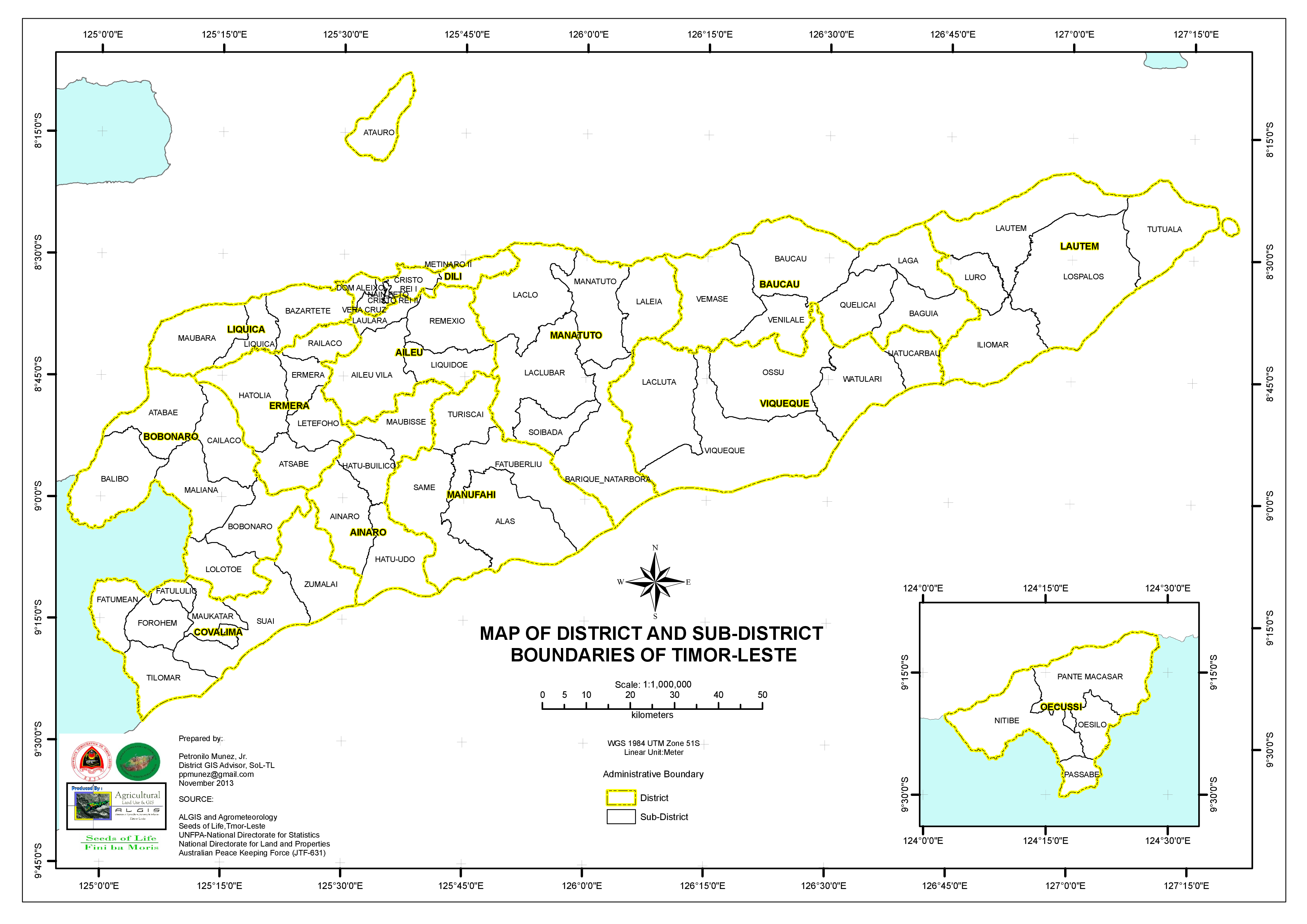
Bản đồ Đông Timor

Đây danh sách các thành phố và thị trấn ở Đông Timor.
- Aileu
  - Aileu
- Ainaro
  - Ainaro
  - Hotudo
  - Maubara
- Baucau
  - Baquia
  - Baucau
  - Bucoli
  - Quelicai
  - Laga
  - Venilale
- Bobonaro
  - Atabae
  - Balibo
  - Bobonaro
  - Lolotoe
  - Maliana
- Cova Lima
  - Fatolulic
  - Fohorem
  - Suai
  - Tilomar
  - Zumalai
- Dili
  - Dare
  - Dili
  - Metinaro
- Ermera
  - Atsabe
  - Ermera
  - Gleno
  - Hatolina
- Lautem
  - Com
  - Fuiloro
  - Iliomar
  - Laivai
  - Lautem
  - Lore
  - Lospalos
  - Luro
  - Mehara
  - Tutuala
- Liquica
  - Bazar Tete
  - Liquica
  - Maubara
- Manatuto
  - Laclubar
  - Laleia
  - Manatuto
  - Natarbora
- Manufahi
  - Alas
  - Fato Berlia
  - Same
  - Turiscai
- Oecussi-Ambeno
  - Citrana
  - Nitibe
  - Oe Silo
  - Pante Macassar
  - Passabe
- Viqueque
  - Beacu
  - Lacluta
  - Ossu
  - Uatolari
  - Viqueque
- Đảo Atauro
  - Atauro
  - Berau
  - Biquele